# Serra FC
Sociedade Desportiva Serra Futebol Clube – brazylijski klub piłkarski z siedzibą w mieście Serra leżącym w stanie Espírito Santo.

## Osiągnięcia
- Mistrz stanu Espírito Santo (Campeonato Capixaba) (6): 1999, 2003, 2004, 2005, 2008, 2018
- Mistrz drugiej ligi stanu Espírito Santo (Campeonato Capixaba da Segunda Divisão): 1997, 2017
- Półfinał Copa Centro-Oeste: 2001

## Historia
Klub założony został 24 czerwca 1930 roku i gra obecnie w pierwszej lidze stanu Espírito Santo (Campeonato Capixaba).